# Melissa Ferrick
Melissa Ferrick (ur. 21 września 1970 r.) – amerykańska wokalistka folkowa, gitarzystka.
Swoją karierę rozpoczęła od występów w kawiarniach w East Village na Manhattanie. W tym okresie podpisała kontakt z wytwórnią Atlantic Records, a w roku 1993 wydała swój debiutancki album Massive Blur.

Ferrick jest jawną (od 1995 r.) lesbijką; niektóre z jej utworów poruszają tematy lesbijskie. Płyta artystki pt. Everything I Need została nazwana "albumem roku 1999" przez Gay and Lesbian American Music Association.

## Dyskografia
Od 1993 roku Ferrick wydała czternaście albumów – dziesięć studyjnych oraz cztery zapisy własnych występów:
- 1993 – Massive Blur
- 1995 – Willing to Wait
- 1996 – Made of Honor
- 1997 – Melissa Ferrick +1 (live)
- 1998 – Everything I Need
- 2000 – Freedom
- 2001 – Skinnier, Faster, Live at the B.P.C. (live)
- 2001 – Valentine Heartache
- 2002 – Listen Hard
- 2003 – 70 People at 7000 Feet (live)
- 2004 – The Other Side
- 2006 – In the Eyes of Strangers
- 2007 – Live at Union Hall (live)
- 2008 – Goodbye Youth